# 839 Valborg
839 Valborg este un asteroid din centura principală, descoperit pe 24 septembrie 1916, de Max Wolf.